# Свято-Троїцька церква (Олика)
Церква святої Трійці — парафіяльна чинна церква, пам'ятка архітектури місцевого значення (Охоронний № 167-м), у місті Олика. Належить до Ківерцівського благочиння Волинської єпархії УПЦ МП. Настоятель — Микола Яковлюк. При церкві діє недільна школа.

## Історія церкви

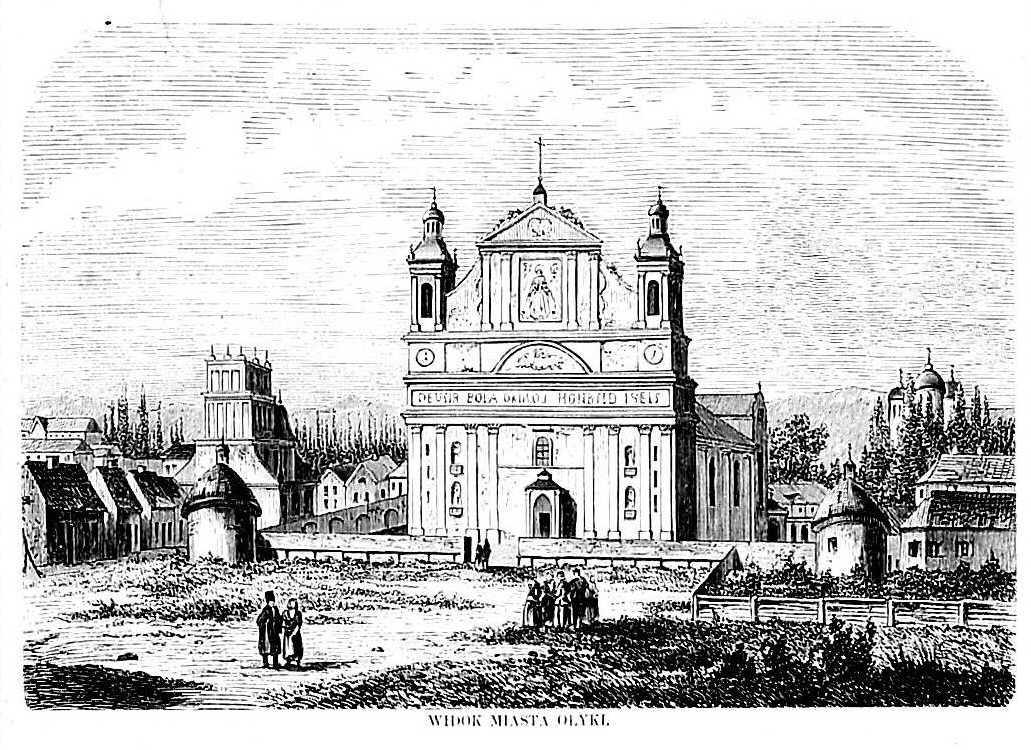
Малюнок 19 століття, невідомий автор. Вигляд Олики. Праворуч на задньому плані — стара Троїцька церква, знищена пожежею у 1871 році

Церква в ім'я Святої і Животворящої Трійці збудована в Олиці у 1886 році, замість знищеного пожежею у 1871 році попереднього храму. Її характеристику кінця 19 століття дає Микола Теодорович, описуючи храми Дубенського повіту Волині:
| | \| Побудована в 1886 році на кошти прихожан і при допомозі казни на місці старої дерев'яної на кам'яному фундаменті церкви, яка згоріла разом з дзвіницею та усім майном 29 березня 1871 року. Проводи бувають у Фомин понеділок. Копії метричних книг зберігаються з 1871 року, а сповідальні відомості з 1870 року. Землі: присадибний город 1 десятина, 53 сажні, орної 38 десятин 473 сажні і сінокісної 4 десятини 139 саженів. На цю землю є план. По якості ґрунт суглинистий. Від церкви земля за 1 - 4 версти. Є школа грамоти, яка переходить з будинку в будинок. У храмі служили священик Іван Михайлович Михалевич (з 1888 р.) і псаломщик Симеон Олександрович Цихоцький (на службі з 1870). Приписна до неї Георгіївська церква в м. Олиці. Церква в ім'я Св. Великомученика Георгія Побідоносця була побудована на кошти парафіян у 1865 році. Дерев'яна без дзвіниці, цвинтарна. Начинням бідна. Опис церковного майна складений у 1871 році. \| |
| Побудована в 1886 році на кошти прихожан і при допомозі казни на місці старої дерев'яної на кам'яному фундаменті церкви, яка згоріла разом з дзвіницею та усім майном 29 березня 1871 року. Проводи бувають у Фомин понеділок. Копії метричних книг зберігаються з 1871 року, а сповідальні відомості з 1870 року. Землі: присадибний город 1 десятина, 53 сажні, орної 38 десятин 473 сажні і сінокісної 4 десятини 139 саженів. На цю землю є план. По якості ґрунт суглинистий. Від церкви земля за 1 - 4 версти. Є школа грамоти, яка переходить з будинку в будинок. У храмі служили священик Іван Михайлович Михалевич (з 1888 р.) і псаломщик Симеон Олександрович Цихоцький (на службі з 1870). Приписна до неї Георгіївська церква в м. Олиці. Церква в ім'я Св. Великомученика Георгія Побідоносця була побудована на кошти парафіян у 1865 році. Дерев'яна без дзвіниці, цвинтарна. Начинням бідна. Опис церковного майна складений у 1871 році. | |

 Ця приписна Георгіївська церква до нашого часу не збереглася.
У церкві Святої Трійці вартісних мистецьких пам'яток з первісного храму не збереглося. Це пов'язано з пожежею, яка знищила повністю попередній храм з усім майном. 2 пам'ятки, які зареєстровані в храмі, латинського походження, принесені сюди, ймовірно, з костелу. Це — свічник 19 століття у стилі ампір та невелика двохстороння ікона на дереві з сюжетом «Богородиця Одигітрія» та «Євхаристія» західноєвропейського письма.
13 червня 2011 року у день Святого Духа відбулись урочистості з нагоди 125-річчя відкриття храму. Божественну Літургію і подячний молебень очолив митрополит Луцький і Волинський Ніфонт. Владиці співслужило духовенство Ківерцівської округи, були присутні жителі селища і гості свята. У цей визначний день благодійники храму і активні члени громади отримали з рук Його Високопреосвященства церковні грамоти, а уся громада — великий перламутровий хрест зі Святої Землі, який віднині поповнить число святинь рідної церкви жителів Олики.